# Acido metafosforico
L'acido metafosforico, o acido fosforico glaciale,* è un composto chimico di formula HPO3 che in condizioni standard si presenta come un solido vetroso, inodore e incolore.

## Caratteristiche strutturali e fisiche
Il composto:
- non cristallizza
- è igroscopico
- solubile in acqua[2] e alcol[4]
- si fonde con il calore e poi si volatilizza senza decomporsi[5]

| N. di atomi pesanti                  | 4               |
| N. di donatori di legami a idrogeno  | 1               |
| N. di accettori di legami a idrogeno | 3               |
| Massa monooisotopica                 | 79,96633089 u   |
| Superficie polare                    | 54,4 Å²         |
| Pressione di vapore                  | 0,04 hPa a 20°C |
| pH                                   | 2 a 20 °C       |

## Sintesi del composto
Si ottiene attraverso le seguenti reazioni:
- scaldando al calor rosso dell'acido fosforico[7] e calcinando il composto ottenuto:[8]

{\displaystyle {\ce {H3PO4 -> H2O + HPO3}}}
- scaldando al calor rosso l'acido pirofosforico:[2]

{\displaystyle {\ce {H4P2O7 -> 2HPO3 + HO2}}}
- dall'anidride fosforica:[5]

{\displaystyle {\ce {P2O5 + H2O -> 2HPO3}}}
- per riscaldamento dell'idrogenofosfato di diammonio:[2]

{\displaystyle {\ce {3 (NH4)2HPO4 -> 6 NH3 + 3 H2O + ciclo-(HPO3)3}}}
- dalla reazione tra acido solfidrico e metasfosfato d'argento:[8]

{\displaystyle {\ce {2AgPO3 + H2S -> 2 HPO3 + Ag2S}}}

## Reattività e caratteristiche chimiche
Si tratta di un acido inorganico monoidrico e monobasico e rappresenta il primo grado anidro dell'acido ortofosforico. I suoi sali, detti metafosfati, si ottengono facilmente riscaldando al rosso gli ortofosfati primari. I metafosfati dei metalli alcalini sono velenosi. Il composto è in grado di:
- coagulare l'albumina,
- reagire con nitrato d'argento e cloruro di bario formando i relativi metafosfati che precipitano,[2]
- in soluzione acquosa si converte in acido pirofosforico che a sua volta si trasforma in acido fosforico.[9]

Del composto sono disponibili i seguenti spettri analitici:
- spettro FTIR[11]
- spettro ATR-IR[12]
- spettro Raman[13]

## Farmacologia e tossicologia

### Tossicologia
Il composto causa ustioni e se inalato può causare lesioni chimiche del tratto respiratorio superiore e dei polmoni.

## Applicazioni
In passato era comunemente venduto sotto forma di barrette ed è tradizionalmente utilizzato come agente dissolvente per la determinazione dall'acido ascorbico.
Viene utilizzato:
- nel settore cosmetico come tampone e sequestrante,[16]
- in odontoiatria per la preparazione del cemento con ossifosfato di zinco,
- come reagente nell'analisi chimica, ad esempio:
  1. nella preestrazione di cinorrodi esiccati in uno studio sull'effetto antiossidante dei composti estratti da questi ultimi),[17]
  2. in un metodo colorimetrico per la determinazione del glutatione in tessuti,[18]
  3. in uno studio sugli effetti del trattamento post-raccolta simultaneo con radiazione UV-C ed ultrasuoni sui composti bioattivi e sull'attività antiossidante dei pomodori durante la conservazione.[19]
- come agente disidrantante,
- come agente fosforilante (es. per isolare nanocristalli di cellulosa, insieme ad acido fosforico e urea)[20]